# Daniel Nussbaumer
Daniel Nussbaumer (29 novembre 1999) è un calciatore austriaco, attaccante dell'SW Bregenz.

## Caratteristiche tecniche
È una punta centrale.

## Carriera
Cresciuto nel settore giovanile dell'Altach, ha debuttato in prima squadra il 28 maggio 2017 giocando i minuti di recupero dell'incontro di Bundesliga perso 1-0 contro il Salisburgo. Utilizzato principalmente con la squadra riserve, nel mercato estivo del 2018 è stato ceduto allo Stoccarda, con cui ha collezionato 17 presenze in quarta divisione con la squadra riserve, prima di fare ritorno al club giallonero. Il 9 giugno 2020 ha segnato la sua prima rete fra i professionisti nel corso dell'incontro di campionato vinto 2-0 contro l'Austria Vienna.